# Photis brevipes
Photis brevipes är en kräftdjursart som beskrevs av Robert Alan Shoemaker 1942. Photis brevipes ingår i släktet Photis och familjen Isaeidae. Inga underarter finns listade i Catalogue of Life.